# (872) Holda
(872) Holda – planetoida z pasa głównego asteroid okrążająca Słońce w ciągu 4 lat i 189 dni w średniej odległości 2,73 au. Została odkryta 21 maja 1917 roku w Landessternwarte Heidelberg-Königstuhl w Heidelbergu przez Maxa Wolfa. Nazwa pochodzi od Edwarda Singletona Holdena, amerykańskiego astronoma. Przed nadaniem nazwy planetoida nosiła oznaczenie tymczasowe (872) 1917BZ.